# Caphornia dalei
Caphornia dalei là một loài bướm đêm trong họ Noctuidae.